# Carmen Asecas
Carmen Asecas (Alaska, 12 de septiembre de 1996) es una actriz y modelo hispano-estadounidense, conocida por interpretar el papel de Catalina de Luján en la telenovela La promesa.

## Biografía
Carmen Asecas nació el 12 de septiembre de 1996 en Alaska (Estados Unidos), lugar de nacimiento de su padre, y creció en Valencia (España), lugar de nacimiento de su madre. Además de actuar, le apasiona la fotografía y el arte y habla inglés, español y el valenciano con fluidez.

## Carrera

### Educación
Carmen Asecas se ha formado en diversos sectores como el arte dramático, el canto, la danza contemporánea y el cine. Del 2004 al 2010 estudió canto y solfeo en la Escuela Coral La Nau, vinculado a la Universidad de Valencia. Del 2011 al 2021 realizó cursos de danza contemporánea, danza urbana y tejidos aéreos.
De 2014 a 2018 estudió arte dramático en la Escuela Superior de Arte Dramático de Valencia. En 2019 se formó en el laboratorio de investigación teatral del Centro Atalaya TNT de Sevilla, aunque durante la pandemia de COVID-19 aprovechó para realizar otro curso, en este caso cinematográfico, en la Escuela Universal de artes de la capital del Turia. En 2021 realizó un curso de tejidos aéreos en el Espai de Circ y otro curso de cine en la Escuela de la UA, ambos en Valencia.

### Carrera de actuación
En 2018 comenzó a actuar en teatro en las obras L'Òpera dels tres rals (taller final de carrera ESADV) y Ser Visibles (presentado en el festival 10 sentidos de Valencia y organizado por la agencia La Subterránea), seguida en 2019 por Baby Shark, presentado por Russafa Escènica, en el festival Cinta de Sevilla y en el teatro Radical de Córdoba y organizado por la agencia Atentados Teatrales. En 2020, de la mano de la compañía Little Lions, realizó una gira nacional con el espectáculo Shakespeare Returns, un teatro infantil y juvenil en inglés. Al año siguiente, en 2021, protagonizó la obra teatral A Galopar, organizado por la agencia Atirohecho.
Al año siguiente, en 2022, se unió al elenco de la serie de Atresplayer Premium La ruta, en el papel de Noe. En 2023 fue elegida por TVE para interpretar el papel de Catalina de Luján, la hija del marqués Alonso de Luján (interpretado por Manuel Regueiro) en la telenovela emitida en La 1 La promesa, y además de esta última también actuó con los actores Ana Garcés, Arturo Sancho, Eva Martín, Paula Losada, María Castro, Joaquín Climent, Antonio Velázquez, Carmen Flores Sandoval, Andrea del Río, Xavi Lock y Amparo Piñero.

## Filmografía

### Televisión
| Año           | Título     | Personaje         | Cadena              | Notas        |
| ------------- | ---------- | ----------------- | ------------------- | ------------ |
| 2022          | La ruta    | Noe               | Atresplayer Premium | 3 episodios  |
| 2023-presente | La promesa | Catalina de Luján | La 1                | ¿? episodios |

## Teatro
| Año  | Título                 | Teatro                                                                  | Notas                                                                             |
| ---- | ---------------------- | ----------------------------------------------------------------------- | --------------------------------------------------------------------------------- |
| 2018 | L'Òpera dels tres rals |                                                                         | Taller final de carrera ESADV                                                     |
| 2018 | Ser Visibles           | Festival 10 sentidos de Valencia                                        | Organizado por la agencia La Subterránea                                          |
| 2019 | Baby Shark             | Russafa Escènica, Festival Cinta de Sevilla y Teatro Radical de Córdoba | Organizado por la agencia Atentados Teatrales                                     |
| 2020 | Shakespeare returns    |                                                                         | Gira nacional de teatro infantil en inglés, organizado por la agencia Little Lion |
| 2021 | A Galopar              | Organizado por la agencia Atirohecho                                    |                                                                                   |